# Cuberniok
Die Cuberniok ist ein Berg in Polen. Er liegt auf dem Gemeindegebiet von Bielsko-Biała. Mit einer Höhe von 731 m ist er einer der niedrigeren Berge im Klimczok-Kamm der Schlesischen Beskiden. Der Berg ist ein beliebtes Touristenziel mit vielen Ausblicken auf die benachbarten Gebirge und das Tiefland. 

## Tourismus
- Auf den Gipfel führen mehrere markierte Wanderwege von Brenna.